# 索赤赞普
索赤赞普（藏語：སོ་ཁྲི་བཙན་པོ།，威利转写：So-khri btsan-po，?—?），又译索弃赞普、索赤赞布、所賜贊普、梭墀贊薄。按照藏族的传统他是吐蕃王朝第4任赞普，吐蕃王朝早期天赤七王之四。